# Remo Käser
Remo Käser (* 19. November 1996 in Alchenstorf) ist ein ehemaliger Schweizer Schwinger.

## Werdegang
Remo Käsers Vater Adrian Käser ist der Schwingerkönig von 1989. Remo Käser erreichte am Eidgenössischen Schwing- und Älplerfest 2016 in Estavayer-le-Lac den 3. Schlussrang. 2016 wurde er mit dem «Goldenen Kranz» zum Aufsteiger des Jahres und 2013 zum Nachwuchsschwinger des Jahres ausgezeichnet. Insgesamt gewann Käser sechs Kranzfeste und holte 48 Kränze, darunter einen Eidgenössischen, 28 Teilverbandskränze, 11 kantonale und 9 Bergkränze (Stand Februar 2022). Er wiegt 108 kg und ist 189 cm gross.
2019 konnte Käser letztmals mehr als vier Kranzfeste in einer Saison bestreiten. Danach warfen ihn Verletzungen zurück: 2022 riss das Innenband, 2023 litt er an Nackenproblemen, 2024 musste er die Saison wegen einer Rippenverletzung beenden und im Juni 2025 verletzte er sich am Knie. Am 7. August verkündete er seinen sofortigen Rücktritt, nachdem er die Selektion für das Eidgenössische Schwing- und Älplerfest 2025 verpasst hat.

## Unterhaltung
2017 nahm Remo Käser als 21-Jähriger an der erstmaligen Ausstrahlung der Tanzshow «Darf ich bitten?» des Schweizer Fernsehens teil. Dabei tanzte er u. a. mit Giulia Steingruber einen Contemporary zu Ed Sheerans Song Thinking out loud.

## Social Media
Remo Käser zählt zu den populärsten Schwingern im Netz, u. a. mit Präsenzen auf Instagram, Facebook usw. 2019 wurde er anlässlich des 1. Swiss Influencer Award in der Kategorie Stars «Sport» von der Fachjury in die Top 10 nominiert und wurde Zweiter.

## Sponsor
Von 2016 bis 2020 war Aldi Suisse sein Hauptsponsor.